# Clipster
Clipster war eine halbstündige Musiksendung des öffentlich-rechtlichen Fernsehprogramms Einsfestival. In der Sendung wurden neue Lieder der deutschen Charts gespielt. Die Sendung startete am 31. August 2012 und wurde immer freitags ab 21:35 Uhr auf Einsfestival gezeigt. Die Moderatorinnen waren Anja Backhaus und Bianca Hauda. Am 27. Oktober 2013 gab Moderatorin Anja Backhaus bekannt, dass die Sendung eingestellt wird und dies die letzte Folge sei.